# Bartolomé Bennassar
Bartolomé Bennassar, né le 8 avril 1929 à Nîmes et mort le 8 novembre 2018 à Toulouse, est un historien et écrivain français de renommée internationale.
Il est spécialiste principalement de l'histoire de l'Espagne à l'époque moderne et accessoirement de l'histoire de l'Amérique latine. Il est l'auteur d'une œuvre éclectique comprenant d'importantes synthèses sur l'histoire de l'Espagne moderne et celle de l'Europe moderne, des biographies et des monographies sur Valladolid, l'Inquisition et les renégats en Méditerranée. En histoire contemporaine, on lui doit une biographie du général Franco et une étude de la guerre d'Espagne.

## Biographie

### Carrière universitaire
Professeur d'histoire-géographie dans le secondaire de 1950 à 1955, normalien, puis agrégé d'histoire en 1952, Bartolomé Bennassar entre à la Casa de Velázquez à Madrid comme chercheur résident pour l'année 1955-1956. A sa sortie, comme assistant d'histoire moderne et contemporaine à la Faculté de lettres de Toulouse en 1956, puis il soutient sa thèse en 1957 consacrée à « Valladolid au siècle d'or », sous la direction d'Ernest Labrousse et sous les auspices de Fernand Braudel,.
Professeur d'histoire moderne à l'université de Toulouse-Le Mirail (aujourd'hui Toulouse-Jean Jaurès) dont il est président de 1978 à 1980, il est spécialiste de l'histoire de l'Espagne moderne (XVIe et XVIIe siècles) et contemporaine, et aussi de celle de l'Amérique latine aux mêmes périodes.
Il a eu, comme doctorant, Jean-Pierre Bodis (1942-2011) historien du rugby à XV et maître de conférences à l'Université de Pau

### Télévision
En 2015, il intervient dans l'émission Secrets d'Histoire consacrée à la reine d'Angleterre Élisabeth Ire, intitulée Élisabeth Ire, la reine vierge, diffusée le 7 avril 2015 sur France 2.

### Pêche et tauromachie
Bartolomé Bennassar a longtemps pratiqué la pêche en rivière. Il est aussi un critique taurin reconnu,.

### Vie privée
Son épouse Lucile a écrit avec lui Les Chrétiens d'Allah, ainsi que 1492, un monde nouveau ? et Le Voyage en Espagne. Leur fils Jean, poète, s'est suicidé en 1979 à l'âge de 22 ans. Ce décès brutal conduit Bartolomé Bennassar à quitter la présidence de l'université dès 1980.
Ses obsèques religieuses sont célébrées le 12 novembre 2018 à la basilique Saint-Sernin.

## Apport à l'histoire de l'Espagne et de l'Amérique latine
Bartolomé Bennassar est notamment l'auteur de L'Inquisition espagnole, L'Histoire des Espagnols, La guerre d'Espagne et ses lendemains, et de l'une des biographies les plus importantes de Francisco Franco. Sur l'histoire de l'Amérique latine il a écrit une biographie de Hernán Cortés et une Histoire du Brésil, avec Richard Marin, première synthèse en langue française sur le sujet,.
En 1972, son manuel Le XVIe siècle cosigné avec Jean Jacquart (collection « U » d'Armand Colin), tout comme son ouvrage L'Homme espagnol (Hachette, 1975), volume inaugural de la collection « Le temps & les hommes » dirigée par Jean Delumeau, font œuvre novatrice en privilégiant l'étude des comportements et des mentalités,.

## Romancier
Bartolomé Bennassar a aussi écrit de la fiction. Son roman Le Baptême du mort (Julliard, 1962) a été adapté au cinéma en 1970 par Édouard Luntz, sous le titre Le Dernier Saut.

## Publications
- Valladolid au siècle d'or. Une ville de Castille et sa campagne au XVIe siècle. París/La Haye, Mouton, 1967, 634 p. (thèse)
- Recherches sur les grandes épidémies dans le nord de l'Espagne à la fin du XIIe siècle, SEVPEN, 1969, 194 p.
- Saint-Jacques de Compostelle, Paris, Julliard, 1970, 304 p.
- Le XVIe siècle, Paris, Armand Colin, collection U, 1972 ; 3e édition, 1997 (avec Jean Jacquart).
- L'Homme espagnol. Attitudes et mentalités du XVIe au XIXe siècle, Paris, Hachette, 1975, 252 p.
- (es) La América española y portuguesa, siglo XVI a XVIII, Madrid, Akal., 1980.
- Un siècle d'or espagnol (vers 1525-vers 1648), Paris, Robert Laffont, 1982, réédition en poche, Marabout, 1983.
- Histoire des Espagnols (direction), Paris, Armand Colin, 1985, 2 vol.
- Les Chrétiens d’Allah. L'histoire extraordinaire des renégats, XVIe – XVIIe siècle, avec Lucile Bennassar, Paris, 1989, Réédition Librairie académique Perrin, Paris, 2006,  (ISBN 2262024227), 595 p.
- 1492. Un monde nouveau ?, avec Lucile Bennassar, Paris, Perrin, 1991. Rééd. 2013
- Le Défi espagnol, avec Bernard Bessière, La Manufacture, 1991  (ISBN 2-7377-0288-7)
- Histoire de la Tauromachie, Paris, éditions Desjonquères, 1993,  (ISBN 2-904227-73-3) réédition 2002,  (ISBN 2-84321-046-1), 2024 (3e réédition), 212 pages  (ISBN 978-2-494500-21-1).
- Franco, Paris, Librairie Académique Perrin, coll. « Histoire », mars 1995, 409 p., 23 × 14 cm (ISBN 978-2-262-01025-6)Réédition : Paris, Librairie Académique Perrin, coll. « Tempus », septembre 2002, poche, 410 p.  (ISBN 978-2-262-01895-5)
- La Carrera de Indias : Histoire du commerce hispano-américain (XVIe – XVIIIe siècles), Antonio García-Baquero González et Bartolomé Bennassar, Paris, Éditions Desjonquères, 1997,  (ISBN 2843210038), 256 p.
- Le Voyage en Espagne : anthologie des voyageurs français et francophones du XVIe au XIXe siècle, Lucile et Bartolomé Bennassar, Paris, Robert Laffont, coll. « Bouquins », 1998,  (ISBN 2-221-08078-5), 1312 pages[16].
- Chrétiens et Musulmans à la Renaissance, Actes du 37e colloque international du CESR, sous la direction de Bartolomé Bennassar et Robert Sauzet, éditions Honoré Champion, 1998[17].
- Franco, Enfance et adolescence, Éditions Autrement, 1999.
- Histoire du Brésil 1500 -2000, Paris, Librairie Arthème Fayard, 2000, avec Richard Marin.
- (es) Don Juan de Austria, un héroe para un imperio, Madrid, 2000, Ediciones Temas de hoy, historia.
- Cortés le conquérant de l'impossible, Paris, Éditions Payot, 2001,  (ISBN 2228894753), 356 p.
- Le Temps de l’Espagne, XVIe – XVIIe siècle, avec Bernard Vincent, Paris, Hachette, 2001,  (ISBN 2-01-279022-4), rééd. 2010,  (ISBN 9782012705579), 250 p.
- L'inquisition espagnole 15e - 19e siècles, Paris, Hachette, collection « Pluriel », 2002, réédition 2009,  (ISBN 2012705421), 382 p.
- La guerre d'Espagne et ses lendemains, Paris, Librairie Académique Perrin, coll. « Pour l'histoire », octobre 2004, 548 p., 24 × 16 cm, ill., couv. ill. (ISBN 2-262-02001-9 et 978-2-262-02001-9, BNF 39258411, présentation en ligne)Réédition : Paris, Librairie Académique Perrin, coll. « Tempus », mai 2006, poche, 550 p.  (ISBN 978-2-262-02503-8)
- Le Lit, le pouvoir et la mort : Reines et Princesses d'Europe de la Renaissance aux Lumières, Paris, De Fallois, 2006,  (ISBN 2877066053), 270 p.
- Les rivières de ma vie : Mémoires d'un pêcheur de truites (1947-2006), Paris, De Fallois, 2008.
- Vélasquez : une vie, Paris, De Fallois, 2010,  (ISBN 9782877067300), 330 p.
- Histoire de Madrid, Paris, Perrin, 2013,  (ISBN 978-2-262-03445-0).
- Pérégrinations ibériques : essai d'ego-histoire, Madrid, Casa de Vélasquez, coll. « Essais », 2018  (ISBN 978-84-9096-213-8).

## Distinctions

### Décoration
- Grand-croix de l'ordre d'Alphonse X le Sage (1987).

### Prix
- Prix Eugène-Colas (1990)[18]
- Prix XVIIe siècle (1991) pour Les Chrétiens d'Allah
- Grand prix Gobert (2005)
- Docteur honoris causa de l'université de Valladolid.

### Appartenances
- Membre correspondant de l'Académie royale espagnole d'histoire (1982)
- Élu mainteneur de l'Académie des Jeux floraux (1998)
- Correspondant (1974), puis membre (2003) de l'Académie des sciences, inscriptions et belles-lettres de Toulouse[19] (2003)
- Correspondant de l'Académie de Nîmes (1992)[20].